# Yang Zhifa
(Il detto coniato dai compaesani della contea di Lintong, diventata da povera contrada rurale a una delle più popolari destinazioni del turismo mondiale.)
Yang Zhifa (杨志发S; 1933) è un contadino cinese.
È conosciuto principalmente per aver scoperto nel 1974 l'esistenza del mausoleo di Qin Shi Huang contenente il famoso esercito di terracotta di Xi'an, nel nord della Cina, anche se il suo nome non compare negli opuscoli all'interno del museo, dove la scoperta è attribuita semplicemente ad un gruppo di contadini.

## Biografia

### Scoperta
Yang Zhifa era un giovane contadino analfabeta del villaggio di Xiyang, nella provincia di Shaanxi, nella Cina centrale. Il 23 marzo 1974, 35 chilometri a est dell'antica capitale imperiale di Xi'an, si apprestava a scavare un pozzo in una piccola area boschiva a sud del villaggio, nei pressi delle sorgenti del Wei, per irrigare le sue colture in un periodo di siccità, insieme ai suoi cinque fratelli - Yang Wenhai, Yang Yanxin, Yang Quanyi, Yang Peiyan e Yang Xinam - e Wang Puzhi (morto suicida nel 1997).
Cinque giorni dopo, la mattina del 29 marzo, quando il pozzo raggiunse i 15 metri di profondità, notò all'interno dello scavo la testa di una statua in terracotta e una punta di freccia di bronzo e immediatamente informò le autorità della scoperta, che inviarono una squadra di archeologi sul sito.

### Ricompense
Successivamente, il governo lo premiò con 300 yuan, l'equivalente di un anno di stipendio, e un piccolo terreno a Qinyong, un villaggio vicino, dove si trasferì dopo che il suo terreno, 167m2 di campi, era stato occupato per esigenze archeologiche e turistiche.
Quando il sito divenne accessibile al pubblico, venne assunto dal museo e, per molti anni, autografò libri venduti ai turisti in un piccolo negozio di souvenir vicino alla biglietteria, sei giorni alla settimana, dalle 9 alle 17, per uno stipendio di 300 CNY al mese, che aumentò a 1000 CNY dopo il pensionamento.
L'asteroide 267017 Yangzhifa, scoperto dall'astronomo dilettante italiano Silvano Casulli nel 1995, è stato chiamato in suo onore. La citazione ufficiale del nome è stata pubblicata dal Minor Planet Center il 5 ottobre 2017 (M.P.C. 106504).

## Filmografia
- Il primo Imperatore: l'uomo che creò la Cina, sceneggiato di Superquark.